# Elachista lorigera
Elachista lorigera är en fjärilsart som beskrevs av Edward Meyrick 1921. Elachista lorigera ingår i släktet Elachista och familjen gräsmalar, Elachistidae. Inga underarter finns listade i Catalogue of Life.